# Liste der Biografien/Jons
Liste der Biografien |
Portal Biografien |
Personensuche
# |
A |
B |
C |
D |
E |
F |
G |
H |
I |
J |
K |
L |
M |
N |
O |
P |
Q |
R |
S |
T |
U |
V |
W |
X |
Y |
Z |
?
 
Ja |
Jb |
Jd |
Je |
Jh |
Ji |
Jj |
Jl |
Jn |
Jm |
Jo |
Jp |
Jr |
Js |
Jt |
Ju |
Jv |
Jw |
Jy
 
Joa–Jog |
Joh |
Joi–Jom |
Jon |
Joo |
Jop |
Jor |
Jos |
Jot |
Jou |
Jov |
Jow |
Jox |
Joy |
Joz
 
Jona |
Jonc |
Jond |
Jone |
Jong |
Joni |
Jonj |
Jonk |
Jonl |
Jonn |
Jono |
Jonq |
Jons |
Jont |
Jonu |
Jonx |
Jony |
Jonz
Die Liste der Biografien führt alle Personen auf, die in der deutschsprachigen Wikipedia einen Artikel haben. Dieses ist eine Teilliste mit 101 Einträgen von Personen, deren Namen mit den Buchstaben „Jons“ beginnt.

## Jons
- Jöns, Christer (* 1987), deutscher Automobilrennfahrer
- Jöns, Dietrich (1924–2011), deutscher Germanist
- Jöns, Hauke (* 1961), deutscher Prähistoriker
- Jöns, Karin (* 1953), deutsche Politikerin (SPD), MdEP

### Jonsb
- Jonsberg, Barry (* 1951), britisch-australischer Schriftsteller

### Jonsc
- Jonscher, Barbara (1926–1986), polnische Malerin
- Jonscher, Helmut (* 1943), deutscher Fußballspieler

### Jonsi
- Jonsius, Johannes (1624–1659), deutscher Pädagoge und Philosophiehistoriker

### Jonsk
- Joński, Dariusz (* 1979), polnischer Politiker, Ökonom und Unternehmer

### Jonso
- Jonson, Ben († 1637), englischer Bühnenautor und DichterBen Jonson († 1637)

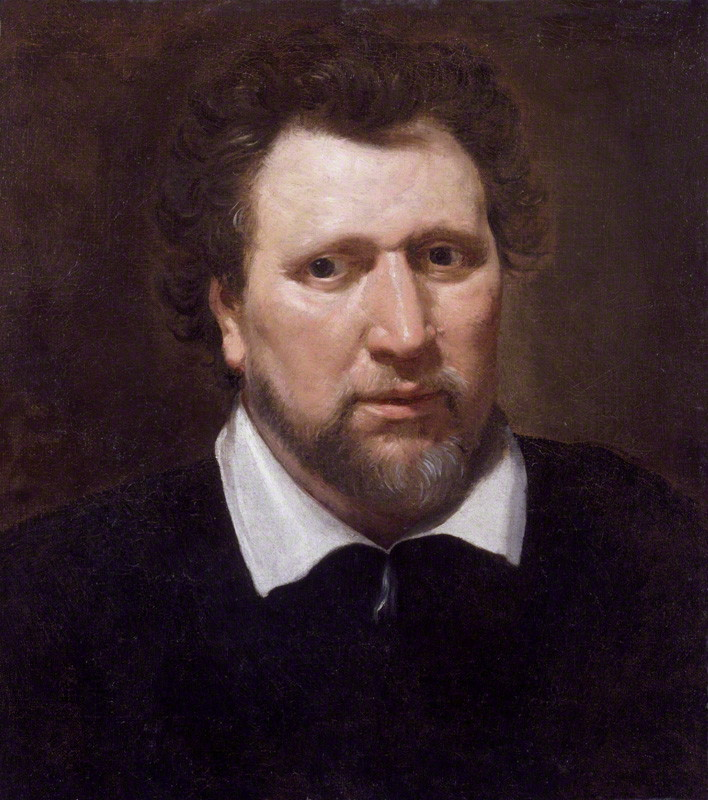
Ben Jonson († 1637)

- Jonson, Björn (* 1941), schwedischer Kernphysiker
- Jonson, George, US-amerikanischer Schauspieler und Filmproduzent
- Jonson, Gustav (1880–1942), russischer, estnischer und sowjetischer Militär
- Jonson, Guy (1913–2009), englischer Pianist und Musikpädagoge
- Jönson, Jan (* 1947), schwedischer Schauspieler und Regisseur
- Jonson, Mathew (* 1978), kanadischer Techno-Produzent
- Jonson, Mats (* 1947), schwedischer Physiker
- Jonson, Mattias (* 1974), schwedischer Fußballspieler
- Jonson, Nils (1925–2025), schwedischer Badmintonspieler
- Jonson, Pål (* 1972), schwedischer Politiker (Moderata samlingspartiet), Reichstagsmitglied, Verteidigungsminister
- Jonson, Raymond (1891–1982), US-amerikanischer Maler

### Jonss
- Jönsson Haag, Anna (* 1986), schwedische Skilangläuferin
- Jönsson Raaholt, Amy (* 1967), norwegische Tennisspielerin
- Jönsson, Alfred (* 1998), schwedischer Handballspieler
- Jönsson, Bengt-Åke, schwedischer Badmintonspieler
- Jönsson, Birgitta (* 1961), schwedische Schwimmerin
- Jónsson, Bjarni (1920–2016), isländisch-US-amerikanischer Mathematiker
- Jonsson, Björn, schwedischer Poolbillardspieler
- Jonsson, Carina (* 1979), schwedische Tischtennisspielerin
- Jönsson, Carl (1870–1949), deutscher Schauspieler
- Jonsson, Carl (1885–1966), schwedischer Tauzieher
- Jönsson, Caroline (* 1977), schwedische Fußballtorhüterin
- Jonsson, Charlotta (* 1973), schwedische Schauspielerin
- Jönsson, Claus (1930–2024), deutscher Physiker
- Jönsson, Cornelia (* 1980), deutsche Schriftstellerin und Therapeutin
- Jonsson, David (* 1993), britischer Film- und TheaterschauspielerDavid Jonsson (* 1993)

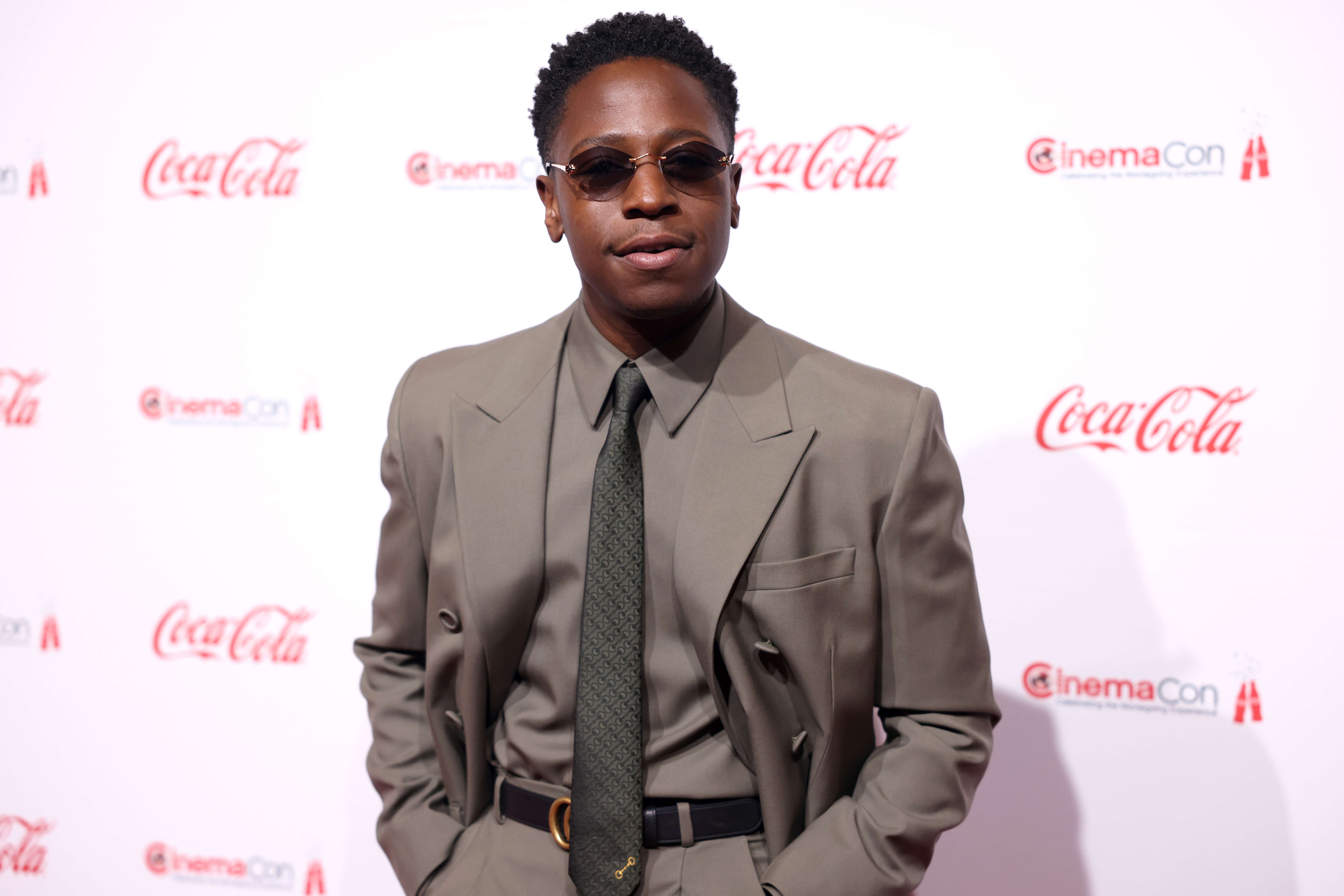
David Jonsson (* 1993)

- Jonsson, Dennis (* 1983), schwedischer Fußballspieler
- Jönsson, Egon (1921–2000), schwedischer Fußballspieler und -trainer
- Jönsson, Egon (1926–1985), schwedischer Fußballspieler
- Jönsson, Emil (* 1985), schwedischer Skilangläufer
- Jonsson, Erik (1873–1958), schwedischer Sportschütze
- Jonsson, Erik (1919–2001), schwedischer Marathonläufer
- Jonsson, Fredrik (* 1990), schwedischer Skilangläufer
- Jonsson, Gustaf (1903–1990), schwedischer Skilangläufer
- Jonsson, Gustaf Adolf (1879–1949), schwedischer Sportschütze
- Jönsson, Hans (1913–1993), deutscher Film-, Fernseh- und Hörspielkomponist und Dirigent
- Jonsson, Hans (* 1973), schwedischer Eishockeyspieler
- Jønsson, Henrik (* 1967), dänischer Basketballspieler
- Jonsson, Henry (1912–2001), schwedischer Leichtathlet
- Jonsson, Hugo (1884–1949), finnischer Schwimmer
- Jonsson, Inge (1928–2020), schwedischer Autor, Literaturkritiker und Leiter der Akademie Samfundet De Nio
- Jonsson, Jan (1952–2021), schwedischer Generalleutnant
- Jönsson, Jan (* 1960), schwedischer Fußballspieler und -trainer
- Jonsson, Janet (* 1977), schwedische Snowboarderin
- Jønsson, Jens (* 1993), dänischer Fußballspieler
- Jönsson, Jon (* 1983), schwedischer Fußballspieler
- Jonsson, Jonas (1903–1996), schwedischer Sportschütze
- Jönsson, Jöns (* 1981), schwedischer Filmregisseur und Drehbuchautor
- Jönsson, Jörgen (* 1972), schwedischer Eishockeyspieler, -trainer und -funktionär
- Jonsson, Josef (1887–1969), schwedischer Komponist
- Jonsson, Kenneth (* 1950), schwedischer Archäologe
- Jönsson, Kenny (* 1974), schwedischer Eishockeyspieler und -trainer
- Jönßon, Kerstin (* 1964), deutsch-österreichische Handballspielerin
- Jonsson, Kristin (* 1974), schwedische Fußballspielerin
- Jonsson, Lars (* 1952), schwedischer Illustrator, Maler und Autor
- Jonsson, Lars (* 1982), schwedischer Eishockeyspieler
- Jonsson, Lars Theodor (1903–1998), schwedischer Skilangläufer
- Jonsson, Lars-Erik (1959–2006), schwedischer Opernsänger (Tenor)
- Jonsson, Lennart (1933–2023), schwedischer Leichtathlet
- Jonsson, Lukas (* 1992), schwedischer Fußballspieler
- Jonsson, Magnus (* 1977), schwedischer Fußballtorhüter
- Jonsson, Magnus (* 1982), schwedischer Biathlet
- Jonsson, Markus (* 1980), schwedischer Snowboarder
- Jonsson, Markus (* 1981), schwedischer Fußballspieler
- Jonsson, Mats (* 1957), schwedischer Rallyefahrer
- Jonsson, Melker (* 2002), schwedischer Fußballspieler
- Jönsson, Niclas (* 1967), schwedischer Motorsportler
- Jonsson, Niklas (* 1969), schwedischer Skilangläufer
- Jonsson, Olof (* 1995), schwedischer Skilangläufer
- Jonsson, Owe (1940–1962), schwedischer Leichtathlet
- Jönsson, Pär-Gunnar (* 1963), schwedischer Badmintonspieler
- Jonsson, Patrick (* 1968), Schweizer Sänger und Songwriter
- Jonsson, Peter (* 1958), schwedischer Radrennfahrer
- Jönsson, Rasmus (* 1990), schwedischer Fußballspieler
- Jönsson, Reidar (* 1944), schwedischer Buchautor und Drehbuchautor
- Jönsson, Roger (* 1973), schwedischer Eishockeyspieler und -funktionär
- Jonsson, Runer (1916–2006), schwedischer Journalist und Schriftsteller
- Jönßon, Silke, deutsche Handballspielerin
- Jonsson, Stefan (* 1964), schwedischer Bandyspieler und -trainer
- Jonsson, Sune (1930–2009), schwedischer Dokumentarfotograf, Dokumentarfilmer und Autor
- Jonsson, Susanne (* 1979), schwedische Tischtennisspielerin
- Jonsson, Sven-Olof (1893–1945), schwedischer Turner
- Jonsson, Thorsten (1910–1950), schwedischer Autor
- Jónsson, Todi (* 1972), färöischer Fußballspieler
- Jonsson, Tomas (* 1960), schwedischer Eishockeyspieler
- Jonsson, Tor (1916–1951), norwegischer Schriftsteller
- Jonsson, Torbjörn (1936–2018), schwedischer Fußballspieler
- Jönsson, Ulf (* 1958), schwedischer Fußballspieler
- Jonsson, Ulrika (* 1967), schwedische Fernsehmoderatorin
- Jönsson-Frändfors, Gösta (1915–1973), schwedischer Ringer

### Jonst
- Jönsthövel, Franz-Josef (1949–2024), deutscher Handballspieler und -trainer